# Aeroportul Itaituba
Aeroportul Itaituba (IATA: ITB, ICAO: SBIH) este un aeroport din Pará, Brazilia ce deservește zona Itaituba. Aeroportul a fost tranzitat în 2022 de 19.920 de pasageri. A fost numit după zona deservită.
Situat la o altitudine de 33 m, aeroportul dispune de 1 pistă.

## Infrastructură

### Piste
Aeroportul dispune de o singură pistă. Pista 5/23 are suprafața de asfalt și dimensiunile 1.605 m × 30 m. 